# Bryconamericus brevirostris
Bryconamericus brevirostris är en fiskart som först beskrevs av Günther, 1860.  Bryconamericus brevirostris ingår i släktet Bryconamericus och familjen Characidae. Inga underarter finns listade.